# ماده تاریک گرم
مادهٔ تاریک گرم (WDM) شکلی فرضی از مادهٔ تاریک است که از نظر ویژگی‌ها میان مادهٔ تاریک داغ و مادهٔ تاریک سرد قرار می‌گیرند. عمومی‌ترین نامزدهای مادهٔ تاریک گرم، نوترینوهای استریل و گراویتون‌ها هستند. ذرات سنگین با برهم‌کنش ضعیف (WIMP) هم وقتی به صورت غیرگرمایی تولید شوند، می‌توانند نامزدی برای مادهٔ تاریک گرم بودن باشند، هرچند که به طور عمومی، ذرات سنگین با برهم‌کنش ضعیف که از راه گرمایی ایجاد می‌شوند، نامزد مادهٔ تاریک سرد بودن هستند.